# Conus lightbourni
Conus lightbourni é uma espécie de gastrópode do gênero Conus, pertencente a família Conidae.